# TDRS-7
TDRS-7, conocido antes del lanzamiento como TDRS-G, es un satélite de comunicaciones estadounidense operado por la NASA como parte del Tracking and Data Relay Satellite System. Fue construido por TRW como reemplazo del TDRS-B, que se había perdido en el accidente del Challenger, y fue el último satélite TDRS de primera generación en ser lanzado.

## Lanzamiento
El satélite TDRS-G se desplegó desde Transbordador espacial Discovery durante la misión STS-70 en 1995. El Discovery se lanzó desde el Complejo de lanzamiento 39B del Centro Espacial Kennedy a las 13:41:55 GMT del 13 de julio de 1995. El TDRS-G se desplegó desde el Discovery alrededor de seis horas después del lanzamiento, y se elevó a la órbita geosincrónica por medio de una etapa superior inercial (IUS).